# Francis Cornwall Sherman
Pour les articles homonymes, voir Sherman.
Francis Cornwall Sherman (né le 18 septembre 1805 à Newtown au Connecticut - mort le 7 novembre 1870 à Chicago) est un homme politique américain, membre du Parti démocrate. Il a été membre du conseil municipal de Chicago (1837–1838) puis maire de Chicago cumulant trois mandats (1841-1842 et 1862-1865).

## Biographie
Sherman est né le 17 septembre 1805 à Newtown, dans le Connecticut. Il a épousé Electa Towbridge de Danbury, dans le Connecticut. Sherman et sa femme Electa ont eu sept enfants ensemble. Quatre de ces enfants ont survécu jusqu'à l'âge adulte.
Le fils de Sherman, Francis Trowbridge Sherman, est un général de brigade dans l'armée de l'Union pendant la guerre de Sécession,.

## Carrière politique
Sherman arrive à Chicago le 7 avril 1834. Il construit une petite pension de famille et utilise les bénéfices pour acheter une diligence, établissant ainsi une ligne de diligence de Chicago à Galena, Joliet, Peoria et d'autres villes de l'Illinois. En 1835, il commence à travailler dans la fabrication et la construction de briques.
En juillet 1835, il est élu administrateur du village de Chicago pour un an.
En 1837, il ouvre le City Hotel, un hôtel qui sera plus tard rebaptisé Sherman House. Il fut partiellement détruit par un incendie. Le Sherman House Hotel est devenu l'un des grands hôtels de Chicago lorsqu'il a été reconstruit et rouvert en 1861. Il exista jusqu'en 1973 et se trouva à l'angle nord-ouest de Randolph Street et Clark Street.
Toujours en 1837, après l'incorporation de Chicago en tant que ville, il est élu conseiller municipal de la 2e circonscription (Ward) du nouveau conseil municipal de Chicago, et y siège pendant un an.

### Maire de Chicago (1841-1842)
Sherman est élu maire de Chicago en 1841, battant le candidat Whig Isaac R. Gavin. Sherman a succédé à Alexander Loyd et a prêté serment le 4 mars 1841. Le premier mandat de Sherman a pris fin le 7 mars 1842 lorsqu'il a été remplacé par le membre du Parti whig Benjamin Wright Raymond.

### Trésorier municipal, sénateur d'État et commissaire du comté de Cook
Sherman a été trésorier municipal de Chicago de 1842 à 1843.
Sherman siège à la Chambre des représentants de l'Illinois de 1844 à 1850. Pendant cette période, il est délégué à la convention constitutionnelle de l'Illinois de 1847.
En 1850, Sherman se retire de son entreprise de fabrication de briques, afin de se concentrer sur le service public et le développement des propriétés qu'il possède. Il agrandit son hôtel, ajoutant deux étages aux trois existants, et le renomme "Sherman House". Sherman a été président du conseil des commissaires du comté de Cook (Cook County Board of Commissioners) de 1851 à 1853.
Sherman se présente à l'élection controversée de 1856 à la mairie de Chicago en tant que démocrate anti-Nebraska. Il a perdu contre le démocrate pro-Nebraska Thomas Dyer.

### Maire de Chicago (1862-1865)
Sherman est à nouveau élu maire lors des élections municipales de 1862 à Chicago, battant le candidat républicain Charles N. Holden.
Sherman a prêté serment en tant que maire le 5 mai 1862. En novembre de la même année, Sherman se présente sans succès à la Chambre des représentants des États-Unis, perdant la course du 1er district congressionnel de l'Illinois face au républicain Isaac N. Arnold,.
Sherman a nommé un comité qui a recommandé une nouvelle charte de la ville, qui a prolongé les mandats du maire, du trésorier, du percepteur, du procureur de la ville, du greffier du tribunal de police d'un à deux ans,, et a également annexé les localités de Bridgeport et Hostein à l'intérieur des limites de la ville de Chicago.
Au cours de son deuxième mandat de maire, Sherman et le conseiller municipal John Comiskey dirigent le bloc démocrate du conseil municipal, contre le bloc républicain dirigé par Charles C. P. Holden. Malgré une légère majorité démocrate (10 démocrates et 10 républicains, Sherman étant en mesure de départager les voix), le conseil municipal est dans l'impasse en 1862 et au début de 1863. L'impasse devient si grave qu'entre le 22 décembre 1862 et le 23 mars 1863, aucune réunion du conseil n'a lieu car les républicains refusent d'assister aux réunions, ce qui empêche le quorum. Les républicains agissent ainsi dans l'espoir d'éviter que les démocrates ne prennent des mesures susceptibles de saper l'effort de l'Union dans la guerre civile américaine en cours.
Sherman fut réélu maire en 1863, battant de très peu le candidat républicain Thomas Barbour Bryan. Cette élection était la première élection de la ville pour un mandat nouvellement prolongé de deux ans. Il est élu, en partie, grâce à la nouvelle population irlando-américaine et germano-américaine de Bridgeport et Holstein, récemment intégrée à la ville de Chicago.
Sherman perdit sa réélection en 1865, dans une course qui fut remportée par le républicain John Blake Rice après que la course ait fortement tourné en faveur du parti républicain, les sentiments ayant changé après l'assassinat du président républicain Abraham Lincoln quelques jours plus tôt. Le second mandat de Sherman a pris fin le 3 mai 1865, lorsque Rice lui a succédé.

## Fin de vie

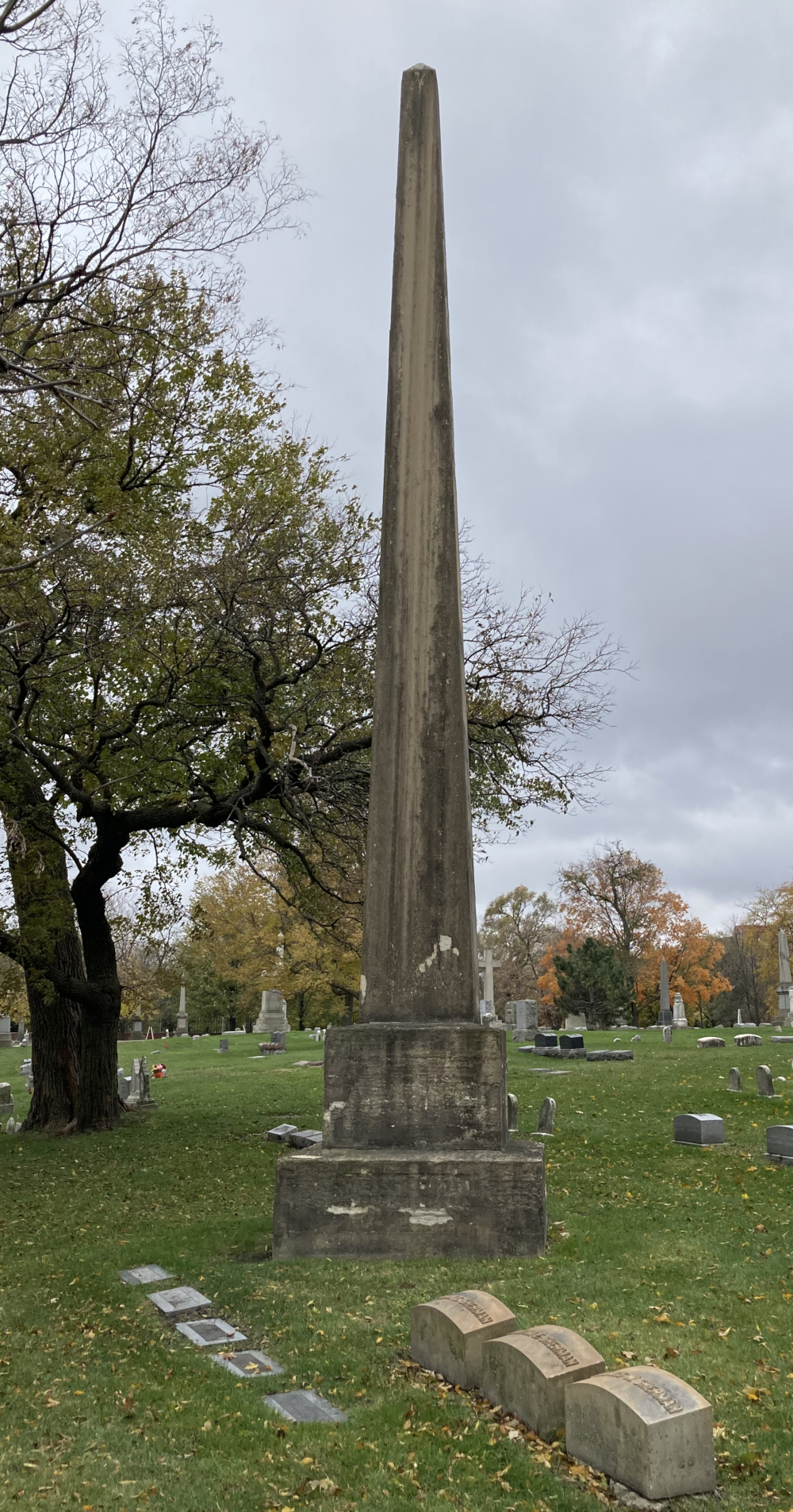
Sépulture de Sherman au cimetière de Graceland.

Sherman meurt le 7 novembre 1870 à 65 ans. Il est enterré dans le cimetière de Graceland à Chicago.

## Sources
- Andreas, A.T. History of Chicago: From the Earliest Period to the Present Time. A.T. Andreas, 1884–86.
- The City Election, Chicago Tribune, April 22, 1863, p. 4.
- Chicago Common Council. Journal of the Proceedings, May 4, 1863, p. 1–3.
- The Election Yesterday, Chicago Tribune, April 16, 1862, p. 1.
- Ex-Mayor Sherman, Chicago Tribune, November 11, 1870, p. 4.
- Grossman, James R., Ann Durkin Keating and Janice L. Reiff, editors. Encyclopedia of Chicago. University of Chicago Press, 2004.